# Campionato Italiano di Football 1901
Il Campionato Italiano di Football 1901 è stata la 4ª edizione del campionato italiano di calcio, disputata tra il 14 aprile 1901 e il 5 maggio 1901 e conclusa con la vittoria del Milan, al suo primo titolo.
Capocannoniere del torneo è stato Umberto Malvano (Juventus) con 4 reti.

## Stagione
Il torneo fu il quarto campionato italiano di calcio organizzato dalla Federazione Italiana Football (FIF).

### Formula
Non ricevendo nuove affiliazioni e preso atto dell'anno sabbatico deciso dalla Torinese la FIF organizzò nuovamente un torneo a eliminazione diretta. Il tabellone prevedeva un sistema di challenge round in base al quale i campioni in carica (quell'anno il Genoa) accedevano direttamente alla finale.
Si è ritenuto che fosse stata disputata una eliminatoria lombarda tra il Milan e il Mediolanum (2-0), ma nelle fonti coeve non vi è alcun riferimento all'incontro neanche sul giornale Corriere dello Sport – La Bicicletta, designato dal Milan come organo ufficiale. Nel caso in cui si fosse svolto, risulterebbe pertanto essere un'amichevole.

### Avvenimenti
Dopo il definitivo successo del Genoa dell'anno prima venne messo in palio un nuovo trofeo: la Coppa Fawcus.
Al suo secondo anno di attività e con la vittoria della finale del 5 maggio, il Milan riuscì a vincere il suo primo titolo nazionale.
Artefici di questa prima vittoria sono i giocatori inglesi che costituivano l'asse portante di questa primigenia formazione del Milan, mentre cinque dei tredici calciatori impiegati dal club erano di nazionalità italiana.

## Squadre partecipanti
| Club              | Stagione  | Città  | Stagione precedente                                                 |
| ----------------- | --------- | ------ | ------------------------------------------------------------------- |
| Genoa             | dettaglio | Genova | Vincitrice del Campionato Italiano di Football                      |
| Ginnastica Torino | dettaglio | Torino | 3ª nell'eliminatoria piemontese nel Campionato Italiano di Football |
| Juventus          | dettaglio | Torino | 2ª nell'eliminatoria piemontese nel Campionato Italiano di Football |
| Milan             | dettaglio | Milano | Semifinalista nel Campionato Italiano di Football                   |

## Risultati

### Tabellone
|  | Eliminatoria piemontese | Eliminatoria piemontese | Eliminatoria piemontese |          |   | Semifinali | Semifinali | Semifinali |  |  | Finale | Finale | Finale |  |
|  |                         |                         |                         |          |   |            |            |            |  |  |        |        |        |  |
|  |                         |                         |                         |          |   |            |            |            |  |  | Genoa  | Genoa  | 0      |  |
|  |                         |                         |                         |          |   |            |            |            |  |  | Genoa  | Genoa  | 0      |  |
|  |                         |                         | Milan                   | Milan    | 3 |            |            |            |  |  |        |        |        |  |
|  |                         |                         |                         | Milan    | 3 |            |            |            |  |  |        |        |        |  |
|  |                         |                         |                         |          |   |            |            |            |  |  |        |        |        |  |
|  |                         |                         |                         |          |   |            |            |            |  |  |        |        |        |  |
|  |                         | Milan                   | Milan                   | 3        |   |            |            |            |  |  |        |        |        |  |
|  |                         |                         |                         | 3        |   |            |            |            |  |  |        |        |        |  |
|  |                         |                         | Juventus                | Juventus | 2 |            |            |            |  |  |        |        |        |  |
|  | Juventus                | Juventus                | Juventus                | Juventus | 2 | 5          |            |            |  |  |        |        |        |  |
|  | Juventus                | Juventus                |                         |          |   |            |            |            |  |  |        |        |        |  |
|  | Ginnastica Torino       | Ginnastica Torino       | 0                       |          |   |            |            |            |  |  |        |        |        |  |

### Calendario

#### Eliminatoria piemontese
| Torino 14 aprile 1901 Eliminatoria regionale    | Juventus  | 5 – 0 referto | Ginnastica Torino | Campo di Piazza d'Armi di Torino |
| \| \| \| \| \| Donna Malvano \| Marcatori \| \| |           |               |                   |                                  |
|                                                 |           |               |                   |                                  |
| Donna Malvano                                   | Marcatori |               |                   |                                  |

#### Semifinale
| Arbitro: | Nasi (Torino) |

|               |           |                 |
| Donna Malvano | Marcatori | Negretti Kilpin |

#### Finale
| Arbitro: | Ghiglione (Genova) |

|  |           |                          |
|  | Marcatori | (aut.) ? Kilpin Negretti |

### Verdetto
- Milan campione d'Italia 1901.

### Squadra campione
| Formazione tipo (2-3-5)                                                         | Giocatori (ruolo)                            |
| ------------------------------------------------------------------------------- | -------------------------------------------- |
| Hood Suter Gadda Lies Kilpin Angeloni Recalcati Davies Negretti Allison Colombo | Hood (portiere)                              |
| Hood Suter Gadda Lies Kilpin Angeloni Recalcati Davies Negretti Allison Colombo | Hans Heinrich Suter (terzino destro)         |
| Hood Suter Gadda Lies Kilpin Angeloni Recalcati Davies Negretti Allison Colombo | Catullo Gadda (terzino sinistro)             |
| Hood Suter Gadda Lies Kilpin Angeloni Recalcati Davies Negretti Allison Colombo | Daniele Angeloni (centro mediano)            |
| Hood Suter Gadda Lies Kilpin Angeloni Recalcati Davies Negretti Allison Colombo | Herbert Kilpin (mediano sinistro e capitano) |
| Hood Suter Gadda Lies Kilpin Angeloni Recalcati Davies Negretti Allison Colombo | Kurt Lies (mediano destro)                   |
| Hood Suter Gadda Lies Kilpin Angeloni Recalcati Davies Negretti Allison Colombo | Agostino Recalcati (ala destra)              |
| Hood Suter Gadda Lies Kilpin Angeloni Recalcati Davies Negretti Allison Colombo | Guerriero Colombo (ala sinistra)             |
| Hood Suter Gadda Lies Kilpin Angeloni Recalcati Davies Negretti Allison Colombo | Samuel Richard Davies (mezzala destra)       |
| Hood Suter Gadda Lies Kilpin Angeloni Recalcati Davies Negretti Allison Colombo | David Allison (mezzala sinistra)             |
| Hood Suter Gadda Lies Kilpin Angeloni Recalcati Davies Negretti Allison Colombo | Ettore Negretti (centro attacco)             |